# Östtysklands ministerråd

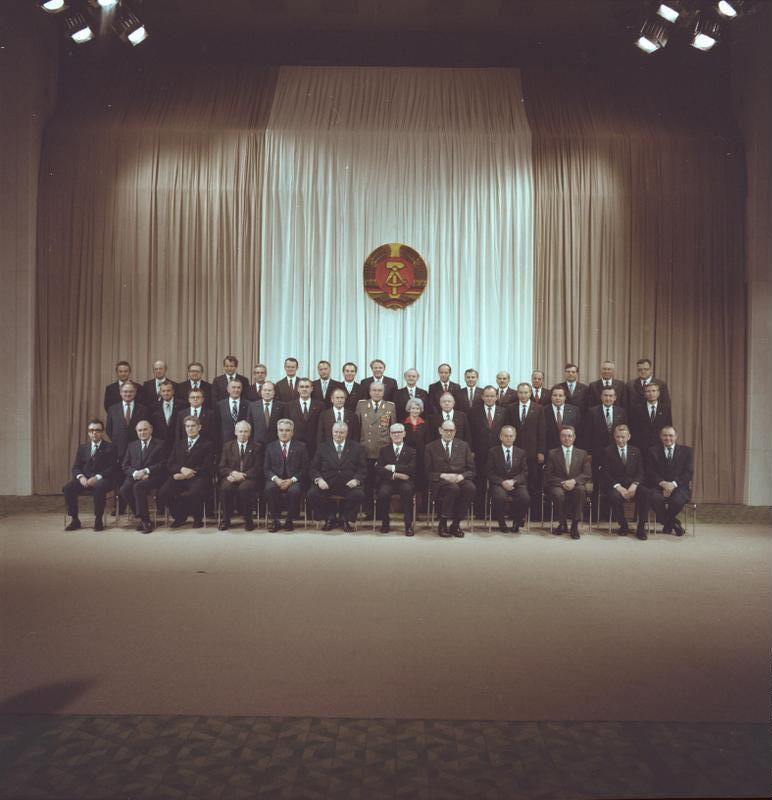
Gruppfoto av det samlade ministerrådet från 1981.

Ministerrådet (tyska: Ministerrat der DDR) var formellt sett det organ som utövade regeringsmakten i Tyska demokratiska republiken, från 1950 fram till dess upplösning 1990. 
Tillsammans med statsrådet (tyska Staatsrat der DDR) som var ett kollektivt statschefskap, lydde ministerrådet under Volkskammer, den östtyska lagstiftande församlingen och var sammansatt av företrädare från de olika östtyska partierna och massorganisationerna. 
I realiteten var det dock inte de formella organen utan företrädare för det socialistiska enhetspartiet (SED) som innehade den egentliga politiska makten.

## Östtyskalnds ministerpresidenter
Ordföranden för ministerrådet, ministerpresidenten, var Östtysklands regeringschef.
|   | Bild | Namn               | Från | Till | Parti |
| - | ---- | ------------------ | ---- | ---- | ----- |
| 1 |      | Otto Grotewohl     | 1949 | 1964 | SED   |
| 2 |      | Willi Stoph        | 1964 | 1973 | SED   |
| 3 |      | Horst Sindermann   | 1973 | 1976 | SED   |
| 4 |      | Willi Stoph        | 1976 | 1989 | SED   |
| 5 |      | Hans Modrow        | 1989 | 1990 | SED   |
| 6 |      | Lothar de Maizière | 1990 | 1990 | CDU   |